# Slowhand at 70 – Live at the Royal Albert Hall
Slowhand at 70 – Live at the Royal Albert Hall ist ein Konzertfilm und Livealbum des britischen Rockmusikers Eric Clapton. Die Aufnahmen beinhalten Mitschnitte von Claptons Royal-Albert-Hall-Konzert vom 21. Mai 2015, das während seiner 70th Birthday Celebration-Tournee aufgezeichnet wurde. Der Konzertfilm wurde ab dem 14. September 2015 weltweit in Kinos und Theatern veröffentlicht. Am 13. November 2015 wurden die Live-Mitschnitte auf Blu-ray, Compact Disc, DVD und Schallplatte veröffentlicht.

## Aufnahme
Zunächst wurden zwei der Londoner Konzerte für eine Kino-, Video- und Audio-Veröffentlichung im Jahr 2015 aufgenommen. Die erste Show fand am 20. Mai 2015 statt. Clapton trug insgesamt siebzehn Stücke an dem Abend vor, was Raum für Schnitte wegen möglicher schlechter Aufnahmen lassen sollte. Ein zweiter Auftritt wurde am 21. Mai 2015 aufgezeichnet. Es wurden schließlich nur diese Aufnahmen für die Veröffentlichung verwendet.
Der Brite Paul Carrack, der als Organist und Sänger mit Clapton auf Tournee war, erinnerte sich an die Aufnahmen zum Musikfilm im Interview mit der kanadischen National Post: „Die Musik war fantastisch. Eric schert sich nicht wirklich darum, dass er siebzig Jahre alt geworden ist. So war es für uns alle wie jeder andere Auftritt auch. Jedoch brachte die Royal Albert Hall eine spezielle Atmosphäre mit sich. Als wir diesmal unser erstes Konzert gaben, sagte Eric, dass er die weiteren Konzerttermine am liebsten ausfallen lassen möchte. Der zweite Abend war viel besser. […] Wenn Eric in der Royal Albert Hall spielt, geht es nur um die Musik. Es fühlt sich an, als würde man in einem kleinen Club auftreten. Vor allem, wenn man vorher nur in riesigen Arenen und Auditorien spielt, die eigentlich nicht für Konzerte und laute Musik gemacht sind. Aber die Royal Albert Hall hat einfach diese wundervolle, intime Atmosphäre“.

## Inhalt
Laut der offiziellen Mitteilung zeigt der Konzertfilm „Klassiker und Fan-Favouriten aus Eric Claptons Karriere“, ebenso Stücke, die er mit Musikgruppen wie Cream und Derek and the Dominos aufnahm, sowie Titel, die er während seiner Zeit als Solokünstler bekannt machte. Die Titelliste der Kinoveröffentlichung enthält Songs wie Layla, I Shot the Sheriff, Tears in Heaven und Wonderful Tonight. In Eric Clapton: Live at the Royal Albert Hall wird Clapton gezeigt, wie er mit seiner Band sein Konzert vom 21. Mai 2015 spielt, während immer wieder Sequenzen Impressionen der Royal Albert Hall zeigen. Eine spezielle Kino-Featurette besteht aus Paul Gambaccini, der zusammen mit seinen Journalisten-Kollegen Paul Sexton und Hugh Fielder, die Claptons Bandmitglieder Paul Carrack, Andy Fairweather Low und Chris Stainton über den Musikfilm interviewen und Claptons langjährige Geschichte mit der Royal Albert Hall wiedergeben.

## Veröffentlichung
Sowohl ein Trailer als auch eine offizielle Ankündigung von Claptons Management und Promotern wurde am 19. August 2015 über das Internet und durch soziale Netzwerke geteilt. Der Film wurde ab dem 14. September 2015 im Kino ausgestrahlt. Die Lizenzrechte liegen bei Arts Alliance, Eagle Vision und Warner Bros. Records. Eric Clapton: Live at the Royal Albert Hall wurde von Examination Productions in enger Zusammenarbeit mit Eagle Rock Entertainment produziert. Am 1. September 2015 wurde eine Preview zum Film veröffentlicht, indem Clapton seinen Auftritt des Liedes Cocaine auf seinem YouTube-Kanal veröffentlichte. Am 31. August 2015 wurde bekanntgegeben, dass eine Veröffentlichung der Aufnahmen auf Blu-ray, Compact Disc, DVD und Schallplatte in Arbeit sei, die am 13. November 2015 unter Eagle Rock Entertainment veröffentlicht werden soll. Eine DVD- und Dreifach-Schallplatten-Edition der Veröffentlichung wurde am 16. September 2015 vorgestellt. Am 23. September 2015 wurde bekanntgegeben, dass eine „Deluxe Edition“ ebenfalls erscheint, die weitere Aufnahmen von Clapton aus der Royal Albert Hall unter anderem mit Cream und Zucchero, während der Journeyman World Tour 1990 und der Prince’s Trust Benefit Gala 2010 beinhaltet, begleitet von einem 60-seitigen Fotobuch.
In Deutschland wurde der Film am 31. Dezember 2015 im Sender 3sat als Teil der Pop Around the Clock-Reihe ausgestrahlt. Außerdem wurde Slowhand at 70 sowohl am 2. als auch 3. April 2016 in Zdf.kultur gesendet. Der Sender strahlte den Film am 16. und 17. Juli desselben Jahres erneut aus. In den Vereinigten Staaten wurde der Konzertfilm bei Zweit-Sendern des Public Broadcasting Service im Herbst 2015 ausgestrahlt.

## Besetzung
| - Eric Clapton – Gitarre · Gesang - Chris Stainton – Keyboards - Paul Carrack – Keyboards · Hammond-Orgel · Gesang - Nathan East – Bass · Gesang | - Steve Gadd – Schlagzeug - Michelle John – Hintergrundgesang - Sharon White – Hintergrundgesang - Andy Fairweather Low – Gitarre und Background Vocals auf High Time Went |

## Titelliste
| Nr. | Titel                                                          | Autor(en)                                     | Länge |
| --- | -------------------------------------------------------------- | --------------------------------------------- | ----- |
| 1.  | Somebody’s Knockin’                                            | J. J. Cale                                    |       |
| 2.  | Key to the Highway                                             | Big Bill Broonzy · Charlie Segar              |       |
| 3.  | Tell the Truth                                                 | Eric Clapton · Bobby Whitlock                 |       |
| 4.  | Pretending                                                     | Jerry Lynn Williams                           |       |
| 5.  | Hoochie Coochie Man                                            | Willie Dixon                                  |       |
| 6.  | You Are So Beautiful (Featuring Paul Carrack)                  | Billy Preston · Bruce Fisher                  |       |
| 7.  | Can’t Find My Way Home (Featuring Nathan East)                 | Steve Winwood                                 |       |
| 8.  | I Shot the Sheriff                                             | Bob Marley                                    |       |
| 9.  | Driftin’ Blues                                                 | Charles Brown · Johnny Moore · Eddie Williams |       |
| 10. | Nobody Knows You When You’re Down and Out                      | Jimmy Cox                                     |       |
| 11. | Tears in Heaven                                                | Eric Clapton · Will Jennings                  |       |
| 12. | Layla                                                          | Eric Clapton · Jim Gordon                     |       |
| 13. | Let It Rain                                                    | Eric Clapton · Delaney & Bonnie               |       |
| 14. | Wonderful Tonight                                              | Eric Clapton                                  |       |
| 15. | Crossroads                                                     | Robert Johnson                                |       |
| 16. | Cocaine                                                        | JJ Cale                                       |       |
| 17. | High Time Went (Featuring Paul Carrack · Andy Fairweather Low) | Joe Cocker                                    |       |
| 18. | Little Queen of Spades (DVD & Blu-ray Bonus-Track)             | Robert Johnson                                |       |

## Rezeption
Musikjournalist Or Barnea von Utab Music bezeichnet die Dokumentation als „fantastisch“ und notiert, dass sich Clapton „wie nie zuvor auf der Bühne präsentiert“.

## Auszeichnungen für Musikverkäufe
| Land/Region                  | Auszeichnungen für Musikverkäufe (Land/Region, Auszeichnung, Verkäufe) | Verkäufe |
| ---------------------------- | ---------------------------------------------------------------------- | -------- |
| Deutschland (BVMI)           | Gold                                                                   | 25.000   |
| Vereinigtes Königreich (BPI) | Gold                                                                   | 25.000   |
| Insgesamt                    | 2× Gold ·                                                              | 50.000   |

Hauptartikel: Eric Clapton/Auszeichnungen für Musikverkäufe